# خايمي بوستامينت
خايمي بوستامينت (بالإسبانية: Jaime Bustamante) هو مدرب كرة قدم ولاعب كرة قدم كولومبي، ولد في 21 أبريل 1980 في كوكوتا في كولومبيا. شارك مع منتخب فنزويلا لكرة القدم. أما مع النوادي، فقد لعب مع نادي زامورا ونادي ساو كايتانو ونادي كاراكاس ونادي ميلوناريوس.

## وصلات خارجية
- خايمي بوستامينت على موقع قاعدة بيانات كرة القدم.إي يو (الإنجليزية)
- خايمي بوستامينت على موقع ناشيونال فوتبول تيمز (الإنجليزية)
- خايمي بوستامينت على موقع Soccerway.com (الإنجليزية)